# Arun (Koshi)
Der Arun (Nepali अरुण नदी, in Tibet Bum Chu) gilt als ein „Quellfluss“ des Koshi im Osten von Nepal sowie im nördlich angrenzenden Tibet. Er hat eine Länge von 530 km, wovon 364 km in China, 2 km entlang der Grenze sowie 165 km in Nepal verlaufen.

## Verlauf
Der Oberlauf des Flusses in Tibet (Volksrepublik China) heißt Bum Chu (tibetisch བུམ་ཆུ) und entspringt im Hochland von Tibet nördlich der Shishapangma, von wo er zunächst nach Osten fließt, nördlich des Mount Everest. Als Arun fließt er von der chinesisch-nepalesischen Grenze in überwiegend südlicher Richtung durch die Provinz Koshi. Er bildet dabei die Ostgrenze des Makalu-Barun-Nationalparks. Sein Tal durchschneidet den Himalaya-Hauptkamm und liegt zwischen den Achttausendern Kangchendzönga im Osten und Makalu im Westen. Der Arun trifft schließlich auf den Sunkoshi, der von Westen heranströmt. Kurz darauf kommt noch der Tamor von Osten. Gemeinsam bilden die drei Flüsse den Koshi (oder Kosi), der weiter nach Süden fließt, die indische Grenze überquert und schließlich in den Ganges mündet. Der Arun zählt zu den wasserreichsten Flüssen Nepals. Der Arun trägt mit 37 % zum Abfluss des Koshi bei.

## Freizeit
Der Arun ist ein beliebtes Rafting- und Kajakgewässer.